# Svend Robinson

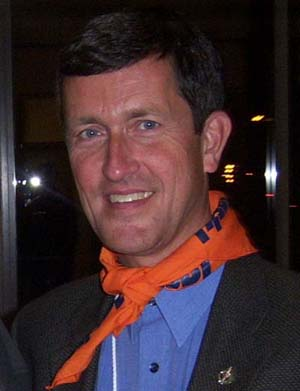
Svend Robinson, 2003

Svend Robinson (* 4. März 1952 in Minneapolis, Minnesota) ist ein kanadischer Politiker und ehemaliger Abgeordneter des kanadischen Unterhauses. 
Robinson wurde in Minneapolis, Minnesota, in den Vereinigten Staaten geboren. Seine Eltern zogen in seiner Kindheit nach Kanada. Robinson erhielt nach seiner Schulausbildung an der University of British Columbia einen Degree in Rechtswissenschaften und studierte danach an der London School of Economics. 1972 heiratete Robinson seine High-School Freundin, ließ sich aber wieder von ihr scheiden, als Robinson ihr seine homosexuelle Identität offenbarte.
Robinson ist Mitglied der sozialdemokratischen Neuen Demokratischen Partei und war von 1979 bis 2004 Abgeordneter im kanadischen Unterhaus. Er lebt seine sexuelle Identität seit 1988 offen. In den folgenden Jahren outeten sich ebenso im kanadischen Parlament die Politiker Réal Ménard, Libby Davies, Bill Siksay, Scott Brison und Mario Silva sowie die Senatoren Laurier LaPierre und Nancy Ruth. Im Unterhaus von Kanada vertrat Robinson den Wahlkreis des Ortes Burnaby, Vancouver.

## Ehrungen und Preise
- Award for Human Rights, Mai 1993, Lambda Foundation
- The Edith Adamson Award for Leadership in Issues of Conscience, 1995
- Elena Gil Iberoamerican Award on Ethics, Juni 1995, Felix Varela Centre
- Tom Stoddard National Role Model Award, Mai 1997, überreicht von PrideFest America
- Hero Award, Sexual Orientation and Gender Identity, August 1999 von The Canadian Bar Association
- Presidents Award, 2003, Canadian Arab Federation
- Kurdish Human Rights Prize, Adar 2614
- Insígnia des Ordem de Timor-Leste, 2012[1]